# داود ابودرهم
داود ابودرهم (بالإنجليزية: David Abudirham)‏ (و. القرن 13 – القرن 14 م) هو حاخام يهودي إسباني.